# 에이트 비트
주식회사 에이트 비트(일본어: 株式会社エイトビット 가부시키가이샤 에이토빗토[*], 영어: Eight Bit Inc.)는 일본의 애니메이션 제작사다.

## 역사
애니메이션 제작사인 사테라이트에서 제작을 맡고 있던 이 회사 CG반 출신의 카사이 츠토무가 《마크로스 프론티어》 등을 담당한 사테라이트 제1스튜디오의 전 스태프들과 함께 퇴사 후인 2008년 9월에 창업했다.
회사명의 유래는 패밀리 컴퓨터의 CPU이기도 한 8비트에서 왔다.
창업 당초는 사테라이트 작품등의 그로스 하청을 중심으로 애니메이션 제작에 관여하고 있었지만, 2011년에 첫 원청 작품으로서 《IS (인피니트 스트라토스)》를 제작했다.
본사는 창업 이래, 도쿄도 스기나미구 가미오기 1초메 16번 14호 무사시칸 빌딩 4F에 소재하고 있다.
2012년에는 에이트 비트 작품 등의 촬영·CG등을 다루는 주식회사 에이트 비트 로켓(후의 칩튠)이 설립되었지만, 자본관계 등은 없다.
2018년 9월 공식 온라인숍 '에이트 비트 숍'을 오픈했다. 제작한 작품의 설정 자료집이나 오리지널 굿즈 등의 기획·판매를 한다.
2020년 6월 8일부터, 반다이 남코 아츠(현: 반다이 남코 뮤직 라이브)와의 업무 제휴를 개시했다.
2021년 11월 니가타현 니가타시 주오구에 니가타 스튜디오를 개설했다.

## 작품

### TV 애니메이션
- IS (인피니트 스트라토스) (2011년)
- 아쿠에리온 EVOL (2012년, 공동 제작: 사테라이트)
- 무장신희 (2012년)
- 야마노스스메 (2013년)
- IS (인피니트 스트라토스) 2 (2013년)
- 왈큐레 로만체 (2013년)
- 도쿄 레이븐즈 (2013년)
- 야마노스스메 세컨드 시즌 (2013년)
- 그리자이아의 과실 (2014년)
- 앱솔루트 듀오 (2015년)
- 그리자이아의 미궁 (2015년)
- 그리자이아의 낙원 (2015년)
- 코멧 루시퍼 (2015년)
- 소년 메이드 (2016년)
- 리라이트 (2016년)
- 나이츠 & 매직 (2017년)
- 미이라 사육법 (2018년)
- 야마노스스메 서드 시즌 (2018년)
- 전생했더니 슬라임이었던 건에 대하여 (2018년)
- 호시아이의 하늘 (2019년)
- 최애가 부도칸에 가 준다면 난 죽어도 좋아 (2020년)
- 마법과고교의 열등생: 내방자 편 (2020년)
- 전생했더니 슬라임이었던 건에 대하여 (제2기) (2021년)
- 전생했더니 슬라임이었던 건에 대하여: 전생슬라임 일기 (2021년)
- 마법과고교의 열등생: 추억 편 (2021년)
- 야마노스스메 Next Summit (2022년)
- 블루 록 (2022년)
- SYNDUALITY Noir (2023년)
- 전생했더니 슬라임이었던 건에 대하여: 코리우스의 꿈 (2023년)
- SHY (2023년)
- 유루캠△ SEOSON3 (2024년)

### 극장 애니메이션
- 극장판 마크로스 프론티어 허공 가희~거짓된 가희~ (2009년, 공동 제작: 사테라이트)
- 극장판 마법과고교의 열등생 별을 부르는 소녀 (2017년)
- 극장판 전생했더니 슬라임이었던 건에 대하여: 홍련의 인연편 (2022년)

### OVA
- IS (인피니트 스트라토스) 시리즈 (2011년)
- 야마노스스메 추억의 선물 (2017년)

### Web 애니메이션
- 제논자드 (2019년)